# ایستگاه راه آهن بارتولومه میتر
ایستگاه راه آهن بارتولومه میتر در شهر اولیووس در منطقه ویسنته لوپز استان بوئنوس آیرس آرژانتین واقع شده‌است.

## نگارخانه

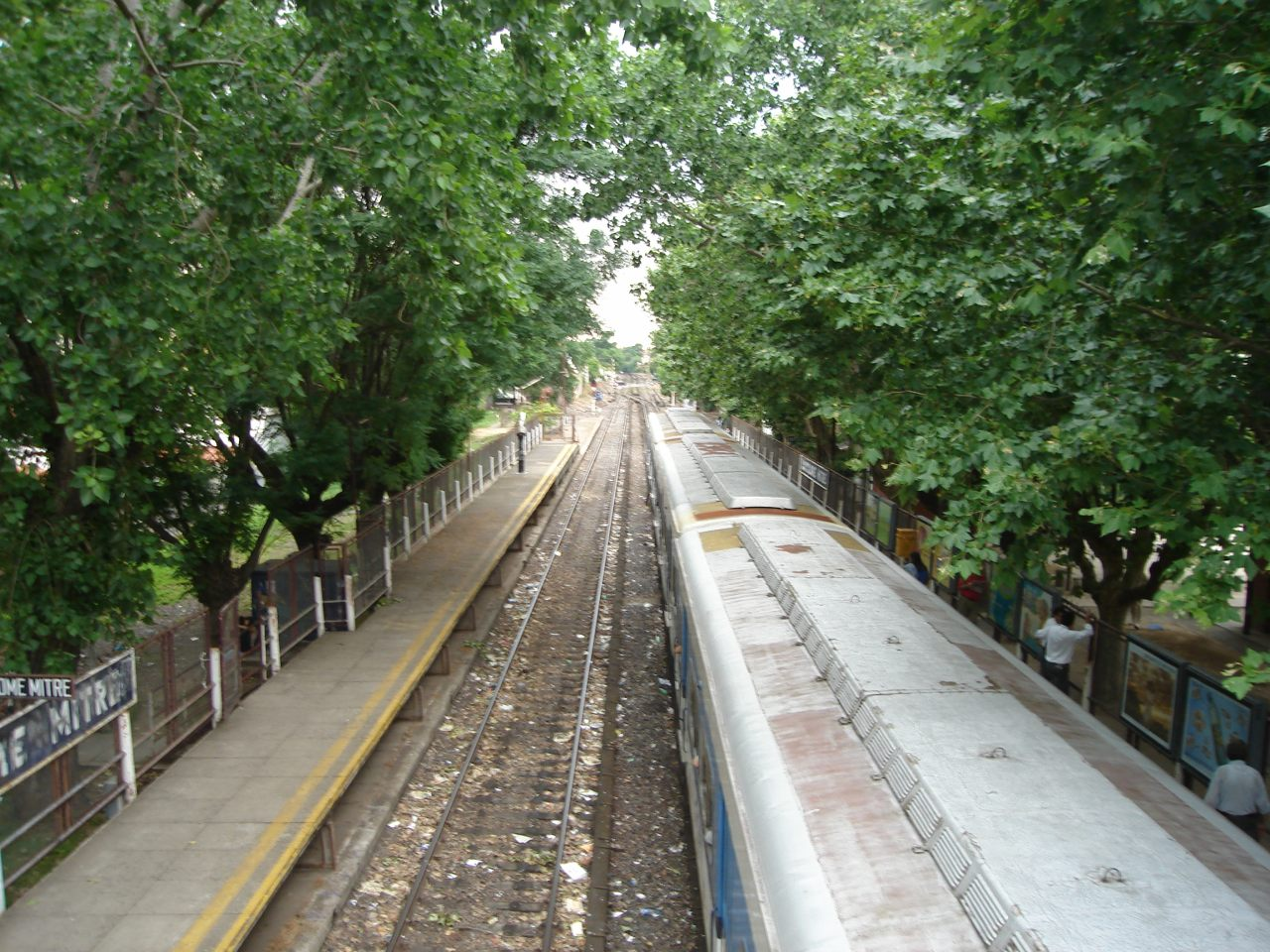
قطار برقی در ایستگاه متوقف شد.
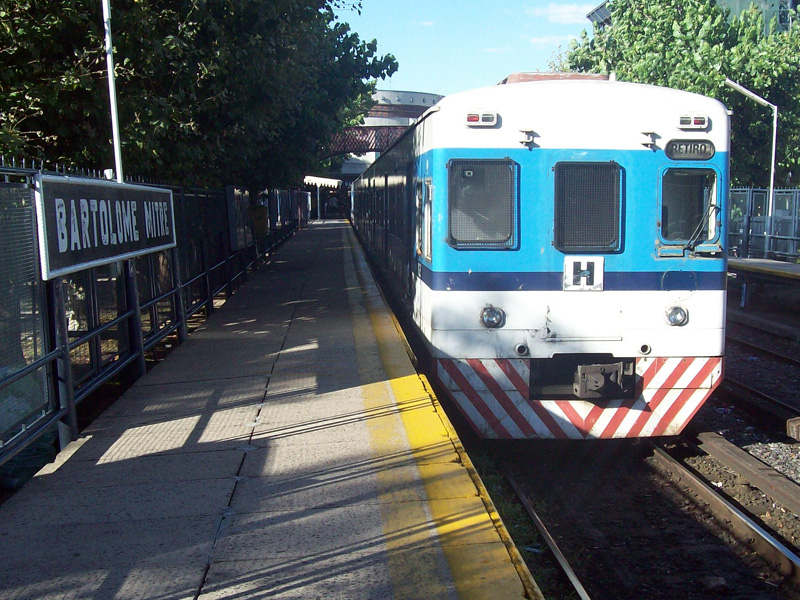
قطار برقی در حال حرکت به سمت رتیرو.
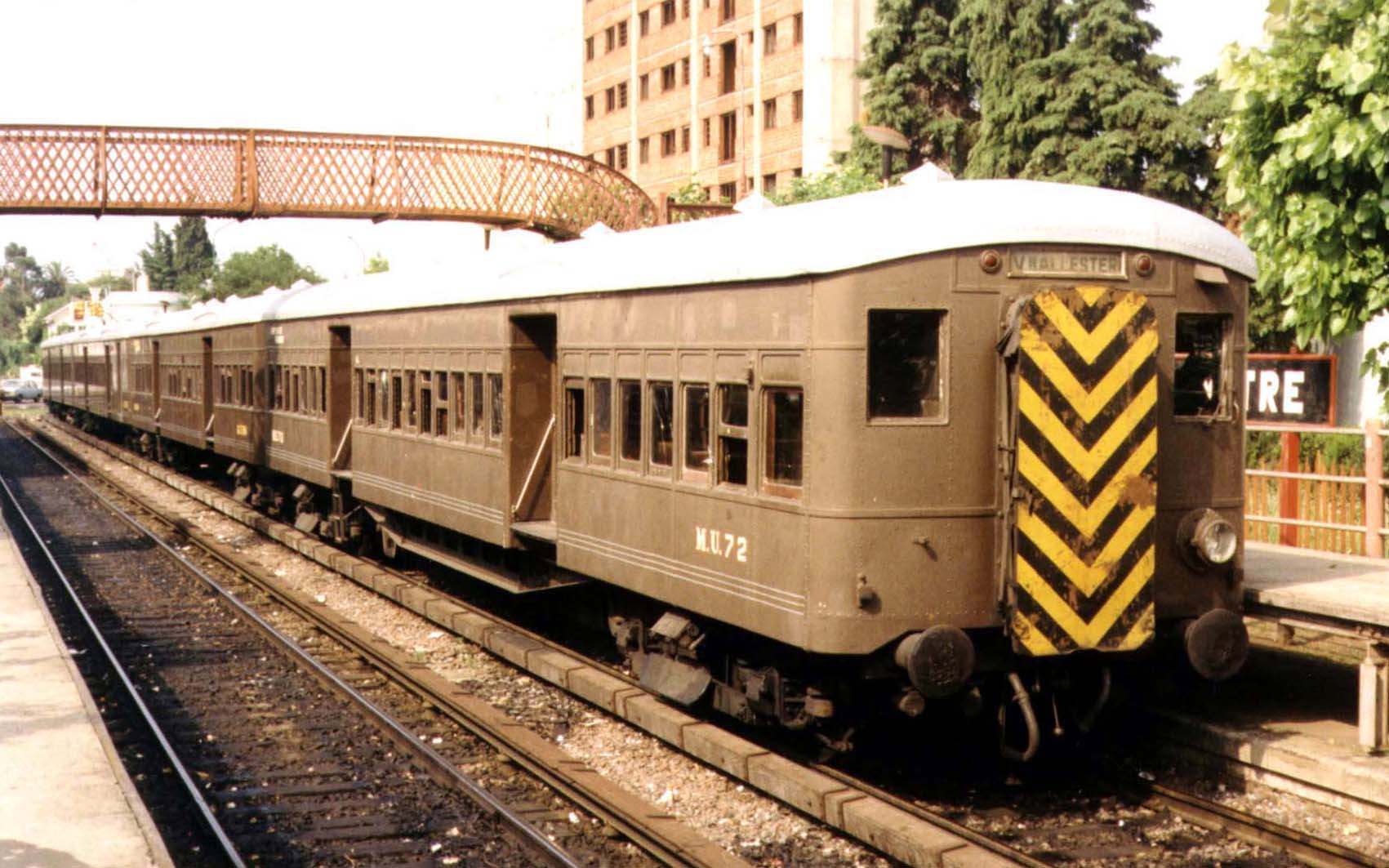
یک سازند قطار برقی متروپولیتن ویکرز، با اصالت انگلیسی، در ایستگاه توقف کرد.